# 特拉夫內韋 (斯瓦托韋區)
49°26′57″N 38°16′54″E / 49.44917°N 38.28167°E
特拉夫內韋（烏克蘭語：Травневе）是位於烏克蘭東部的村莊，由盧甘斯克州斯瓦托韋區的斯瓦托韋市鎮負責管轄。該村始建於1946年，面積47.8平方公里，海拔高度83米，2001年人口490，人口密度每平方公里10.3人。